# Protalphadon
Protalphadon és un gènere de mamífers extints de la família dels alfadòntids. Aquest parent proper dels opòssums visqué durant el Cretaci superior. Se n'han trobat restes fòssils a diferents regions dels Estats Units. Es tractava d'un animal arborícola que tenia una dieta omnívora.